# Mario Molina
Mario José Molina Henríquez (Città del Messico, 19 marzo 1943 – Città del Messico, 7 ottobre 2020) è stato un chimico messicano, premio Nobel per la chimica con Frank Sherwood Rowland e Paul Crutzen nel 1995.

## Biografia

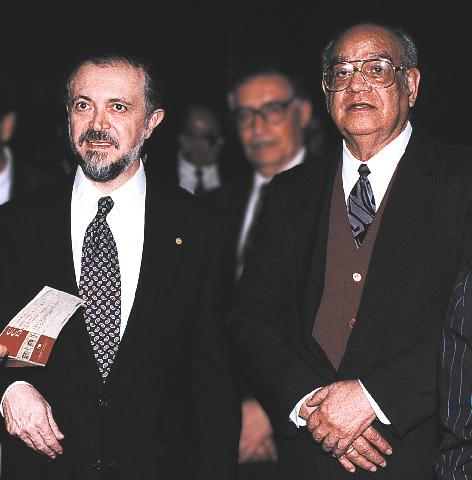
Mario Molina (a sinistra) con Luis Ernesto Miramontes Cárdenas

Si è laureato nel 1965 in ingegneria chimica presso l'Università Nazionale Autonoma del Messico di Città del Messico. Si è specializzato nel 1967 presso l'Università di Friburgo in Brisgovia (Germania), ed ha ottenuto il Ph.D. in chimica fisica nel 1972 all'Università di Berkeley in California.
Nel 1973 iniziò la collaborazione con il gruppo di Sherwood Rowland (con il quale dividerà il premio Nobel).
Le ricerche si indirizzarono su un gruppo di composti chimici usati come propellenti per le bombolette spray e nelle serpentine di raffreddamento dei frigoriferi: i clorofluorocarburi (CFC).
Il 28 giugno 1974, sulla prestigiosa rivista scientifica Nature, uscì l'articolo in cui si ipotizzava che l'impoverimento dello strato di ozono dell'atmosfera fosse causato dai CFC.
Nel 1975 fu nominato professore all'Università della California. Nel 1982 si trasferì al Jet Propulsion Laboratory del California Institute of Technology.
Nel 1989 iniziò a lavorare al Massachusetts Institute of Technology presso il Dipartimento di Scienze della Terra, atmosferiche e planetarie e presso il Dipartimento di Chimica.
Nel 1995 vinse il premio Nobel assieme a Rowland e Crutzen per il loro lavoro sulla chimica dell'atmosfera, e in particolare sulla formazione e sulla decomposizione dell'ozono.
Nel 1997 è stato nominato MIT Institute Professor.

## Il premio Nobel
Le ricerche che portarono alla pubblicazione dell'articolo su Nature, e quindi all'assegnazione del premio Nobel, si occupavano dei clorofluorocarburi, prodotti considerati inerti e largamente utilizzati, proprio per questa loro presunta caratteristica, nell'industria frigorifera e come propellente nelle bombolette spray.
Non sono note, infatti, reazioni di decomposizione dei CFC a temperatura ambiente.
Tuttavia i CFC liberati nell'atmosfera tendono a salire negli strati più alti dove possono venire degradati dalle radiazioni solari liberando atomi di cloro.
L'ipotesi proposta da Molina fu che proprio questi atomi di cloro avrebbero potuto reagire con l'ozono danneggiandolo e riducendone la quantità.